# Alexander Memorial Coliseum

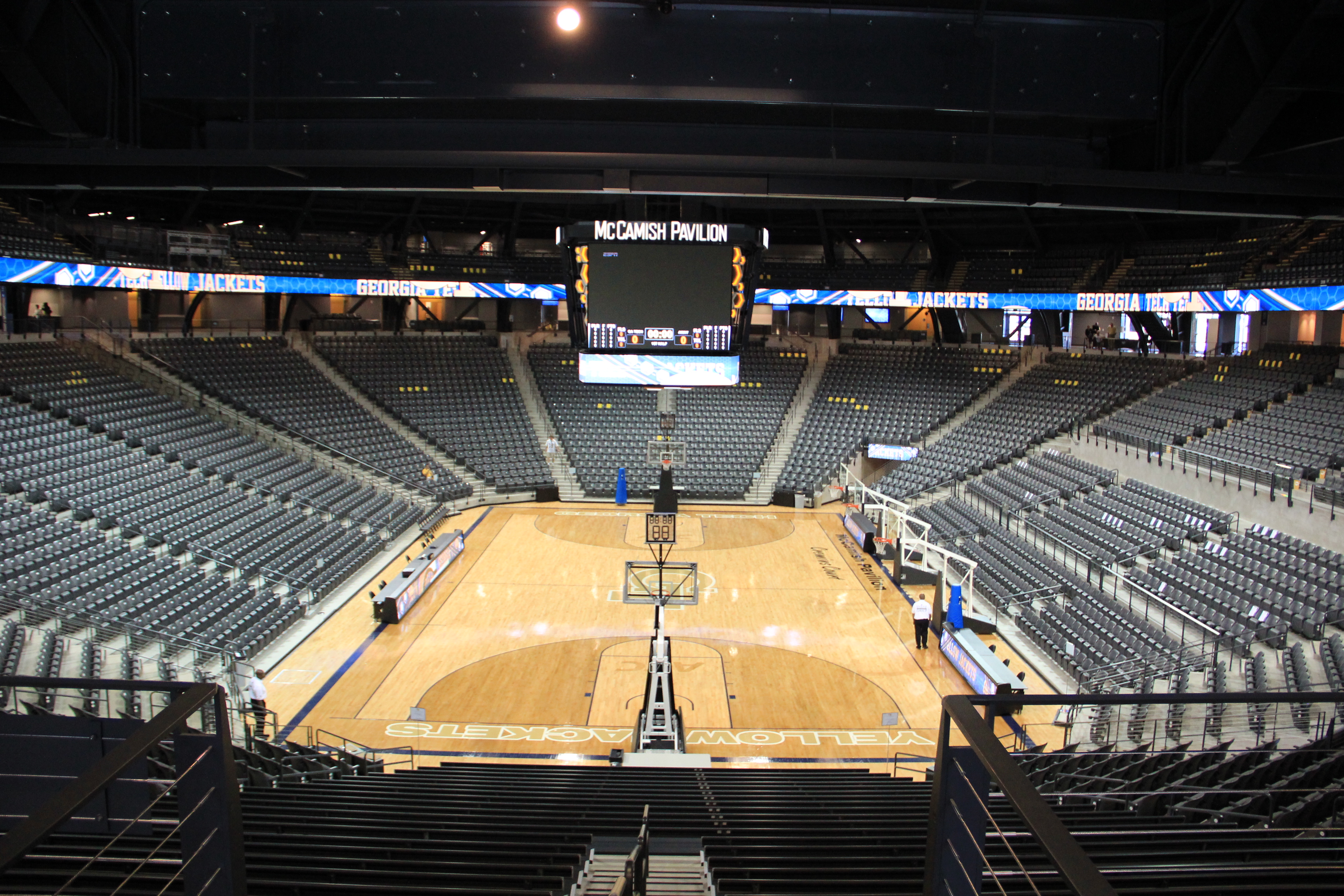
Interior do atual Hank McCamish Pavilion.

O Alexander Memorial Coliseum (também apelidado de The Dome ou o Thrillerdome) é uma arena indoor localizada em Atlanta, Geórgia, Estados Unidos. É a casa das equipes de basquetebol da Georgia Tech e abrigou o Atlanta Hawks, da NBA de 1968-1972 e novamente de 1997-1999.